# Aeroporto Internazionale Allama Iqbal
L'Aeroporto Internazionale Allama Iqbal (in urdu علامہ اقبال بین الاقوامی ہوائی اڈا) è un aeroporto situato a 15 km dal centro di Lahore, in Pakistan.

È stato dedicato al pensatore e poeta di fama internazionale Muhammad Iqbal.

## Dati tecnici
La struttura dispone di tre edifici terminal.